# Raión de Dubno
Raión de Dubno (en ucraniano: Дубенський район) es un raión o distrito de Ucrania en la óblast de Rivne. La capital es la ciudad de Dubno.
Su territorio fue definido en 2020 mediante la fusión de la hasta entonces ciudad de importancia regional de Dubno con el propio raión homónimo y los hasta entonces vecinos raiones de Demydivka, Mlyniv y Radyvyliv.

## Demografía
Según estimación de 2010, contaba con una población total de 46 900 habitantes en sus límites antiguos.

## Subdivisiones
Tras la reforma territorial de 2020, el raión incluye 19 municipios: las ciudades de Dubno (la capital) y Radyvyliv, los asentamientos de tipo urbano de Demýdivka, Mlýniv y Smyha y 14 municipios rurales:
- Bokima
- Boremel
- Várkovychi
- Verba
- Kozýn
- Krupets
- Myrohoshcha Persha
- Ostrozhets
- Pidloztsí
- Povcha
- Pryvilne
- Semýduby
- Tarakániv
- Yaroslávychi

## Otros datos
El código KOATUU fue 5621600000. El código postal 35609 y el prefijo telefónico +380 3656.